# 219. Infanterie-Division (10. Königlich Sächsische)
Die 219. Infanterie-Division (10. Königlich Sächsische) war ein Großverband der Sächsischen Armee im Ersten Weltkrieg.

## Geschichte
Die Division wurde am 29. Dezember 1916 an der Westfront im Bereich der Armeeabteilung A bei Metz zusammengestellt. Anfang Oktober 1917 wurde sie aus der Front herausgezogen und nach Osten verlegt. Nach Kriegsende trat die Division im Verbund der Heeresgruppe Mackensen vom Balkan aus über Ungarn den Rückmarsch in die Heimat an. Dort wurde sie demobilisiert und schließlich aufgelöst. Einziger Kommandeur des Großverbandes war der sächsische Generalmajor Alfred von Kotsch.

### Gefechtskalender

#### 1917
- 05. Januar bis 25. Juni – Stellungskämpfe in Lothringen
- 26. Juni bis 3. Oktober – Stellungskämpfe in Flandern und Artois
- 03. bis 8. Oktober – Transport nach dem Osten
- 08. Oktober bis 5. Dezember – Stellungskämpfe nördlich der Düna
- 06. bis 17. Dezember – Waffenruhe
- ab 17. Dezember – Waffenstillstand

#### 1918
- bis 18. Februar – Waffenstillstand
- 18. Februar bis 4. März – Kämpfe zur Befreiung von Livland und Estland
- 05. März bis 30. September – Besetzung von Livland und Estland als deutsche Polizeimacht
- 01. bis 29. Oktober – Rückzugskämpfe in Makedonien und Serbien
- 29. Oktober bis 2. November – Übergang über Save und Donau
- ab 2. November – Rückzug der Heeresgruppe Mackensen vom Balkan durch Ungarn

## Gliederung

### Kriegsgliederung Januar 1917
- 47. Ersatz-Brigade
  - Grenadier-Landwehr-Regiment Nr. 100
  - Reserve-Infanterie-Regiment Nr. 101
  - Infanterie-Regiment Nr. 431
  - 4. Eskadron/2. Husaren-Regiment Nr. 19
  - Ersatz-Feldartillerie-Regiment Nr. 45
  - Pionier-Kompanie Nr. 254

### Kriegsgliederung 1918
- 47. Ersatz-Brigade
  - Reserve-Infanterie-Regiment Nr. 101
  - Infanterie-Regiment Nr. 391
  - Infanterie-Regiment Nr. 431
  - 4. Eskadron/2. Husaren-Regiment Nr. 19
- Artillerie-Kommandeur Nr. 219
  - Ersatz-Feldartillerie-Regiment Nr. 45
- Pionier-Bataillon Nr. 219
- Divisions-Nachrichten-Kommandeur Nr. 219